# You and I (On Ibiza)
You And I – utwór zrobiony przez duet DJowski Kalwi & Remi. Wokalu użycza brytyjska piosenkarka Amanda Wilson. Teledysk do utworu pojawił się 1 września w serwisie Youtube i osiągnął duży sukces w całej Europie.

## Notowania
| Lista (2011)           | Najwyższa pozycja |
| ---------------------- | ----------------- |
| Polish Video Chart     | 1                 |
| Radio Maxima FM        | 1                 |
| Bulgaria Singles Chart | 22                |